# Турколампи
Турколампи — озеро на территории Ведлозерского сельского поселения Пряжинского района Республики Карелия.

## Общие сведения
Площадь озера — 0,5 км². Располагается на высоте 90,0 метров над уровнем моря.
Форма озера продолговатая: вытянуто с севера на юг. Берега каменисто-песчаные, местами заболоченные.
С востока в озеро втекает ручей Райоя, несущий воды из озёр Сяргиярви и Куккозеро. Из южной оконечности озера вытекает ручей Турконоя, впадающий с левого берега в реку Нялма, впадающую в Ведлозеро.
С запада и севера от озера проходит лесная дорога.
Населённые пункты возле озера отсутствуют. Ближайший — деревня Куккойла — расположен в 6,5 км к юго-востоку от озера.
Код объекта в государственном водном реестре — 01040300211102000014398.